# Chiesa di Santa Maria Assunta a Spugna
La chiesa di Santa Maria Assunta è un luogo di culto cattolico che si trova in via di Spugna, presso il ponte sull'Elsa, a Colle di Val d'Elsa, in provincia di Siena, nel territorio dell'arcidiocesi di Siena-Colle di Val d'Elsa-Montalcino.

## Storia e descrizione
Risale al X secolo, ma è stata rimaneggiata e ricostruita nel corso dei secoli. Con forme architettoniche modeste e campanile a vela ha una facciata con una bella bifora ed un'iscrizione in ricordo di Fra Bartolomeo da Colle.
All'interno, sulle pareti, sono visibili resti di affreschi. Tra le opere d'arte conservate al suo interno, un dipinto con raffigurati i Santi Biagio, Francesco, Pietro e Bartolomeo, di scuola toscana del XVI secolo, e l'Assunta, di scuola senese del XVII secolo.
Poco distante si trova il Santuario della Beata Vergine del Renaio.